# Montuherkhopxef
Montuherkhopxef o Montuhirkhopxef (Montuherkhopxef B) va ser un príncep egipci de la XX Dinastia. Era fill de Ramsès III i d'Iset Ta-Hemdjert. Era, doncs, germà de Ramsès IV, Ramsès VI, Ramsès VIII i oncle de Ramsès V i Ramsès VII.
| mn · n · V13 | D2 | F24 · f |

| mn · n · V13 | D2 | F24 · f |

Va ostentar el títol de Primer auriga de Sa Majestat. Es va casar amb una dona anomenada Takhat que portava el títol destacat de Mare del rei. Aquest fet reforça la hipòtesi que fossin els pares del rei Ramsès IX, ja que cap altre rei ramessida va tenir una mare amb aquest nom. A més, Ramsès IX també va tenir un fill que va portar el nom de Montuherkhepexef.
Montuherkhepexef apareix representat al temple de Medinet Habu de Ramsès III a l'escena anomenada "processó de prínceps", on el faraó hi va fer representar els seus fills segons el rang que tenien. És probable que sigui la mateixa persona que príncep Montuherkhepexef que va ser enterrat a la tomba KV13 de la Vall dels Reis.
Com que Montuherkhopxef mai es va convertir en faraó a diferència dels seus germans i nebots, la seva data de mort es pot situar abans de l'any 22 del regnat de Ramsès III (1164 aC), ja que se sap que el seu germà Ramsès IV va ser designat príncep hereu d'Egipte aquell any.